# 魯丹斯凱
48°46′52″N 27°56′21″E / 48.78111°N 27.93917°E
魯丹西克（烏克蘭語：Руданське）是位於烏克蘭西南部文尼察州裏日梅林卡區的村莊，始建於1550年，面積32.25平方公里，海拔高度282米，2001年人口1,261，人口密度每平方公里39.1人。